# Johann Michael Rottmayr
Johann Michael Rottmayr (Laufen, 11 dicembre 1656 – Mougins, 25 ottobre 1730) è stato un pittore austriaco, il primo pittore barocco a nord delle Alpi.

## Biografia

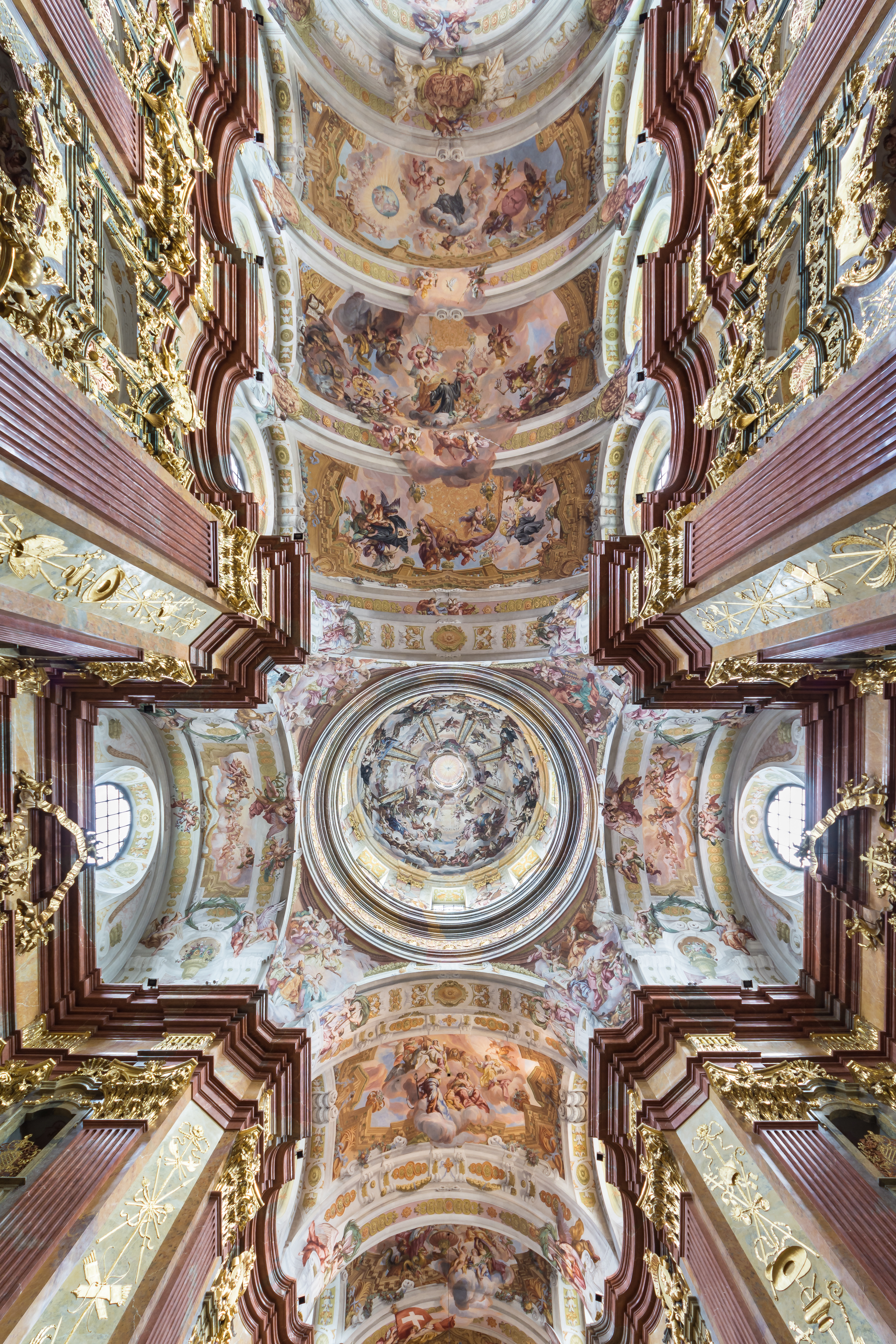
Abbazia di Melk

Nato nel villaggio di Laufen, a quel tempo in Austria, si trasferì a Venezia, dove fu allievo di Johann Carl Loth (1675-1688). A partire dal 1689 lavorò a Salisburgo come pittore del principe-vescovo.

## Alcune opere

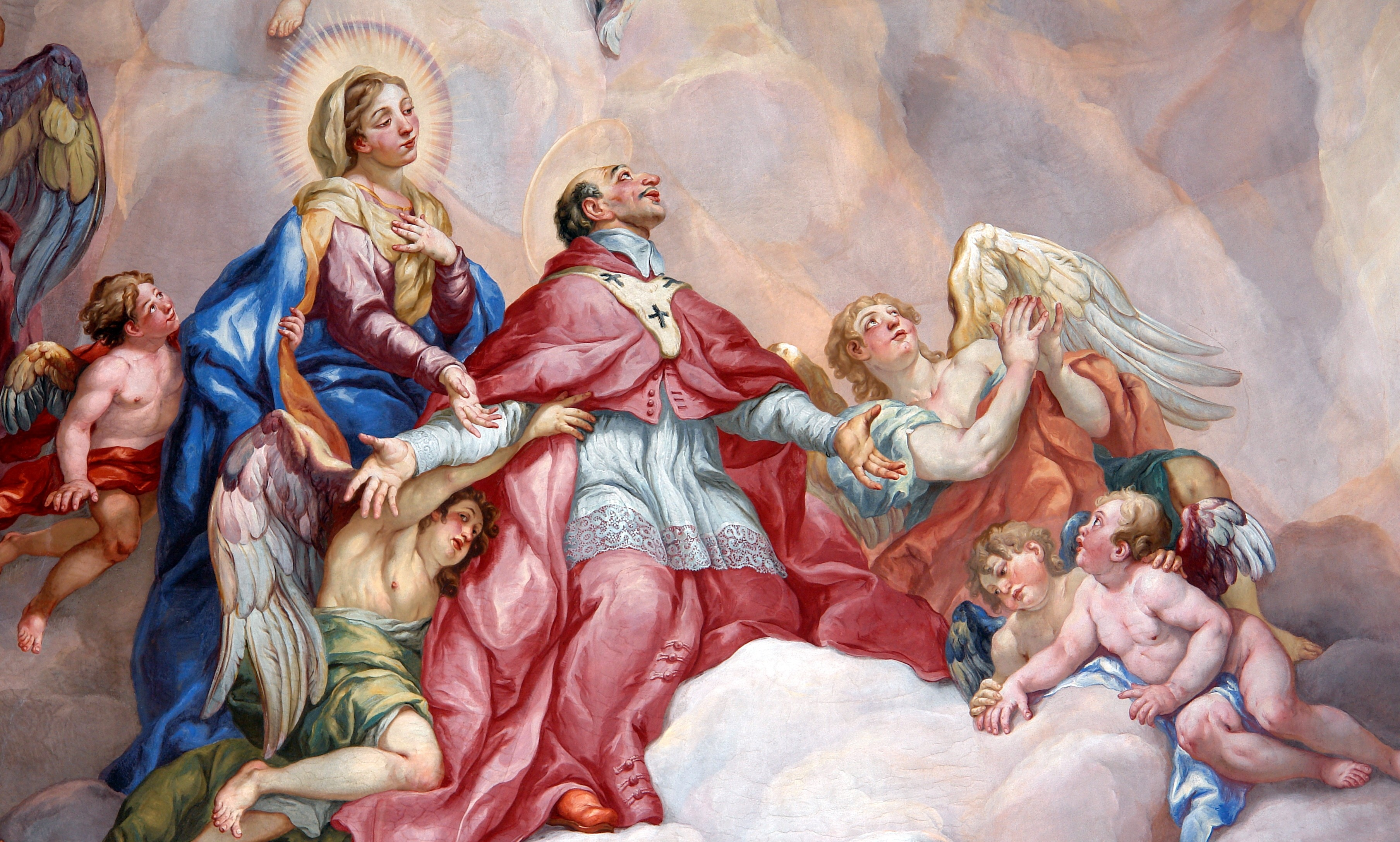
Intercessione di Carlo Borromeo supportato dalla Vergine Maria (Karlskirche, Vienna)
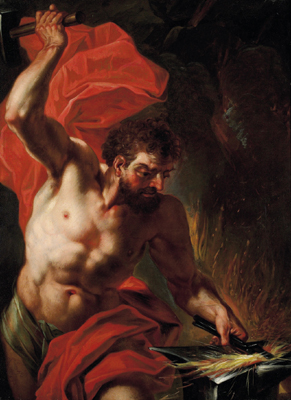
Vulcano (Losanna - Collezione privata)